# Ровное (Березовский район)
Ровное (укр. Рівне) — село, относится к Березовскому району Одесской области Украины.
Основано в качестве еврейской земледельческой колонии «Комзетовка».
Население по переписи 2001 года составляло 270 человек. Почтовый индекс — 67322. Телефонный код — 4856. Занимает площадь 0,857 км². Код КОАТУУ — 5121284904.

## История
В 1945 г. Указом ПВС УССР село Комзетовка переименовано в Ровное.

## Местный совет
67322, Одесская обл., Березовский р-н, с. Ставковое, ул. Центральная, 17